# Leichtathletik-Weltmeisterschaften 2023/4 × 400 m der Männer

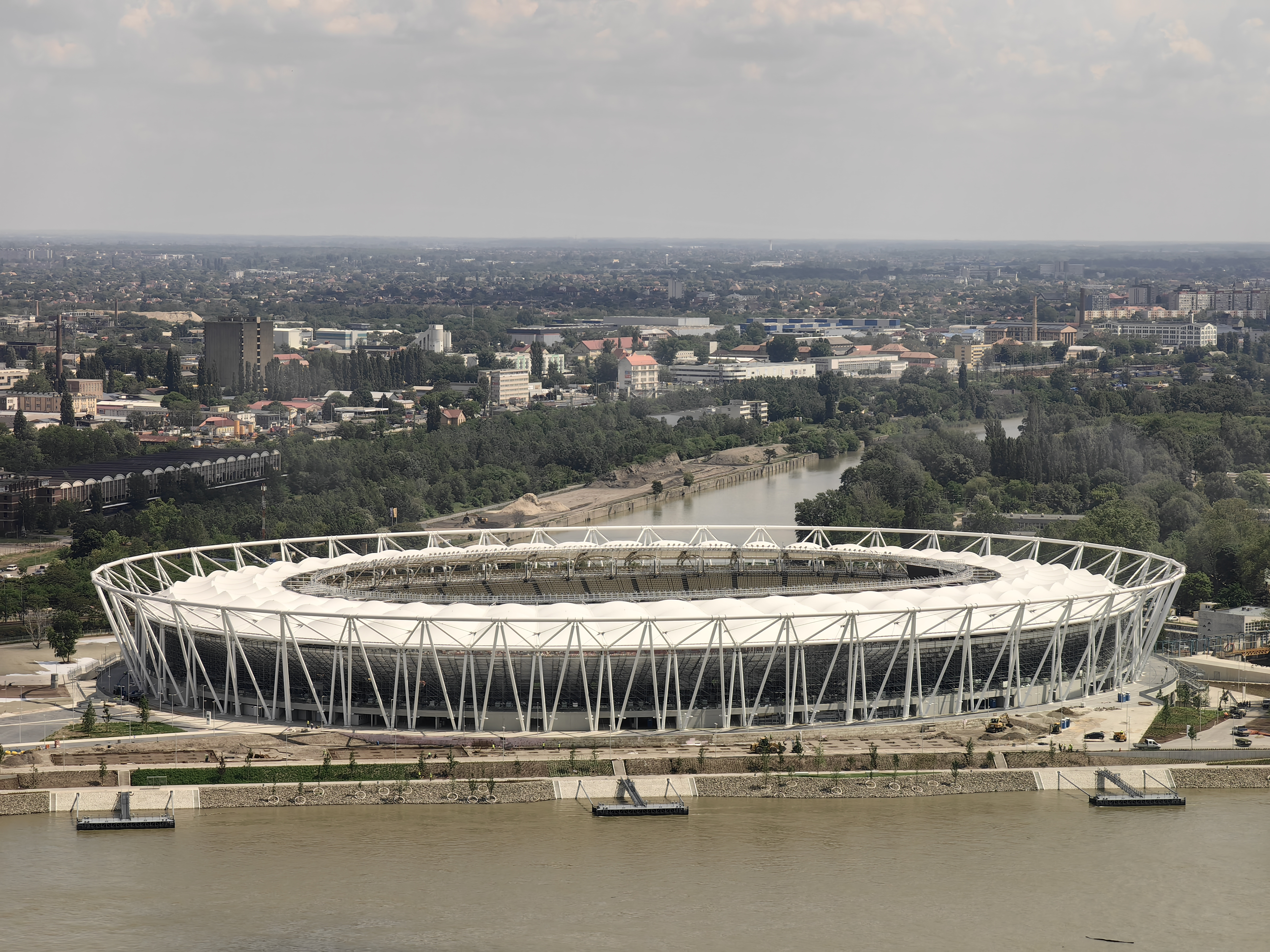
Nemzeti Atlétikai Központ im Mai 2023

Die 4-mal-400-Meter-Staffel der Männer bei den Leichtathletik-Weltmeisterschaften 2023 fand am 26. und 27. August 2023 im Stadion Nemzeti Atlétikai Központ der ungarischen Hauptstadt Budapest statt.
Weltmeister wurden die Vereinigten Staaten in der Besetzung Quincy Hall (Finale), Vernon Norwood (Finale), Justin Robinson und Rai Benjamin (Finale) sowie den im Vorlauf außerdem eingesetzten Trevor Bassitt, Matthew Boling und Christopher Bailey.

Den zweiten Platz belegte Frankreich mit Ludvy Vaillant, Gilles Biron (Finale), David Sombé, Téo Andant sowie dem im Vorlauf außerdem eingesetzten Loïc Prévot.

Bronze ging an Großbritannien (Alex Haydock-Wilson, Charlie Dobson, Lewis Davey, Rio Mitcham).
Auch die nur im Vorlauf eingesetzten Läufer aus den USA und Großbritannien erhielten entsprechendes Edelmetall. Rekorde und Bestleistungen standen dagegen nur den tatsächlich laufenden Athleten zu.

## Rekorde

### Bestehende Rekorde
| Weltrekord               | USA (Andrew Valmon, Quincy Watts Harry Reynolds, Michael Johnson) | 2:54,29 min | WM Stuttgart, Deutschland | 22. August 1993 |
| Weltmeisterschaftsrekord | USA (Andrew Valmon, Quincy Watts Harry Reynolds, Michael Johnson) | 2:54,29 min | WM Stuttgart, Deutschland | 22. August 1993 |

Der bereits seit 1993 bestehende Championshiprekord (CR), gleichzeitig Weltrekord, geriet auch bei diesen Weltmeisterschaften nicht in Gefahr. Die schnellste Zeit erzielte die Weltmeisterstaffel aus den Vereinigten Staaten im Finale am 27. August mit 2:57,31 min, womit sie 3,02 s über dem Rekord blieb.

### Rekordverbesserung
Es wurden eine Weltjahresbestleistung, ein Kontinentalrekord und drei Landesrekorde aufgestellt.
- Weltjahresbestleistung:
  - 2:57,31 min – USA (Quincy Hall, Vernon Norwood, Justin Robinson, Rai Benjamin), Finale am 28. September
- Kontinentalrekord:
  - 2:59,05 min (Asienrekord) – Indien (Muhammed Anas, Amoj Jacob, Muhammed Ajmal Variyathodi, Rajesh Ramesh), erster Vorlauf am 27. September
- Landesrekorde:
  - 3:00,99 min – Tschechien (Matěj Krsek, Pavel Maslák, Vít Müller, Patrik Šorm), erster Vorlauf am 27. September
  - 3:02,65 min – Ungarn (Ernő Steigerwald, Zoltán Wahl, Árpád Kovács, Attila Molnár), erster Vorlauf am 27. September
  - 2:58,45 min – Frankreich (Ludvy Vaillant, Gilles Biron, David Sombé, Téo Andant), Finale am 28. September

## Legende
Kurze Übersicht zur Bedeutung der Symbolik – so üblicherweise auch in sonstigen Veröffentlichungen verwendet:
- Kontinentalrekord (AR: area record) – AS: Asienrekord
- NR: nationaler Rekord
- WL: Weltjahresbestleistung
- DSQ: disqualifiziert
- IWR: Internationale Wettkampfregeln
- TR: Technische Regeln

## Vorrunde
6. August 2023
Die Vorrunde wurde in zwei Läufen durchgeführt. Die ersten drei Staffeln pro Lauf – hellblau unterlegt – sowie die darüber hinaus zwei zeitschnellsten Teams – hellgrün unterlegt – qualifizierten sich für das Finale.

### Vorlauf 1
26. August 2023, 19:31 Uhr Ortszeit
| Platz | Staffel             | Besetzung                                                                            | Zeit (min) |
| ----- | ------------------- | ------------------------------------------------------------------------------------ | ---------- |
| 1     | USA                 | Trevor Bassitt Matthew Boling (Vorlauf) Christopher Bailey (Vorlauf) Justin Robinson | 2:58,47000 |
| 2     | Indien              | Muhammed Anas Amoj Jacob Muhammed Ajmal Variyathodi Rajesh Ramesh                    | 2:59,05 AS |
| 3     | Großbritannien      | Lewis Davey Charlie Dobson Rio Mitcham Alex Haydock-Wilson                           | 2:59,42000 |
| 4     | Botswana            | Zibane Ngozi Baboloki Thebe Laone Ditshetelo Leungo Scotch                           | 2:59,42000 |
| 5     | Japan               | Naohiro Jinushi Fuga Satō Kentarō Satō Yuki Joseph Nakajima                          | 3:00,39000 |
| 6     | Tschechien          | Matěj Krsek Pavel Maslák Vít Müller Patrik Šorm                                      | 3:00,99 NR |
| 7     | Trinidad und Tobago | Renny Quow Asa Guevara Shakeem Mc Kay Jereem Richards                                | 3:01,54000 |
| 8     | Spanien             | Iñaki Cañal Samuel García Bernat Erta Óscar Husillos                                 | 3:02,64000 |
| 9     | Ungarn              | Ernő Steigerwald Zoltán Wahl Árpád Kovács Attila Molnár                              | 3:02,65 NR |

### Vorlauf 2

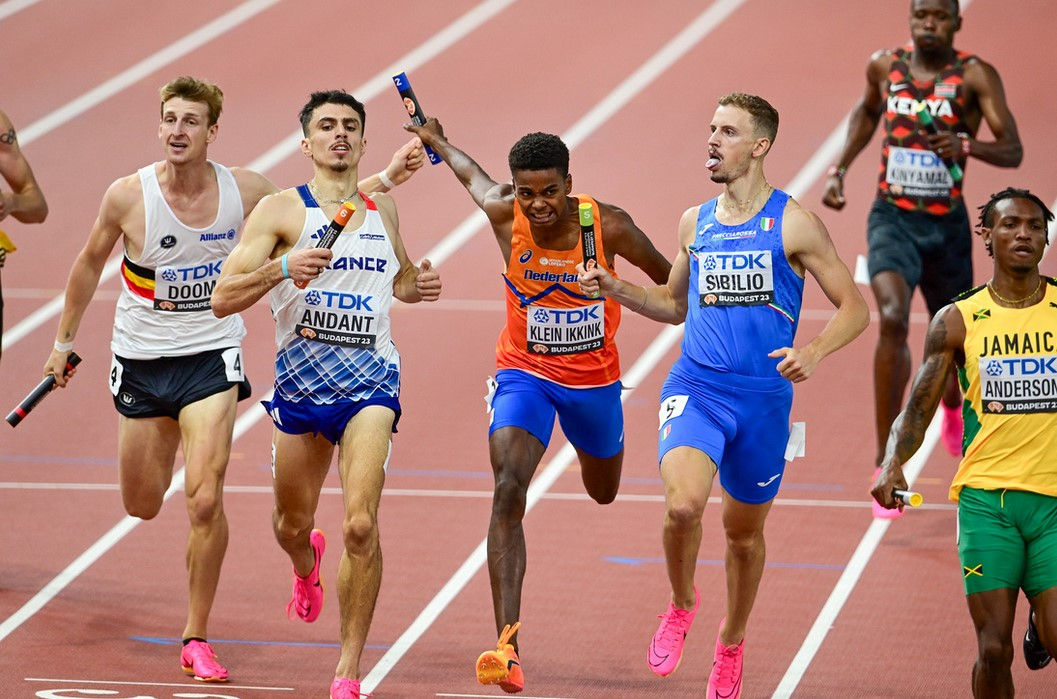
Zweiter Vorlauf, die Läufer im Ziel (v. l. n. r.): Alexander Doom (Belgien), Téo Andant (Frankreich), Isaya Klein Ikkink (Niederlande), Alessandro Sibilio (Italien), Wyclife Kinyamal (Kenia), D'Andre Anderson (Jamaika)

26. August 2023, 19:42 Uhr Ortszeit
| Platz | Staffel     | Besetzung                                                                             | Zeit (min) |
| ----- | ----------- | ------------------------------------------------------------------------------------- | ---------- |
| 1     | Jamaika     | Rusheen McDonald Jevaughn Powell (Vorlauf) Zandrion Barnes D’Andre Anderson (Vorlauf) | 2:59,82    |
| 2     | Frankreich  | Ludvy Vaillant Loïc Prévot (Vorlauf) David Sombé Téo Andant                           | 3:00,05    |
| 3     | Italien     | Davide Re Edoardo Scotti Lorenzo Benati Alessandro Sibilio (Vorlauf)                  | 3:00,14    |
| 4     | Niederlande | Liemarvin Bonevacia (Vorlauf) Terrence Agard Ramsey Angela Isaya Klein Ikkink         | 3:00,23    |
| 5     | Belgien     | Julien Watrin Dylan Borlée Robin Vanderbemden Alexander Doom                          | 3:00,33    |
| 6     | Deutschland | Jean Paul Bredau Marvin Schlegel Marc Koch Manuel Sanders                             | 3:00,67    |
| 7     | Kenia       | Kennedy Kimeu Muthoki Zablon Ekhal Ekwam Kelvin Sane Tauta Wyclife Kinyamal           | 3:01,41    |
| 8     | Sri Lanka   | Aruna Dharshana Rajitha Neranjan Rajakaruna Pabasara Niku Kalinga Kumarage            | 3:03,25    |

## Finale

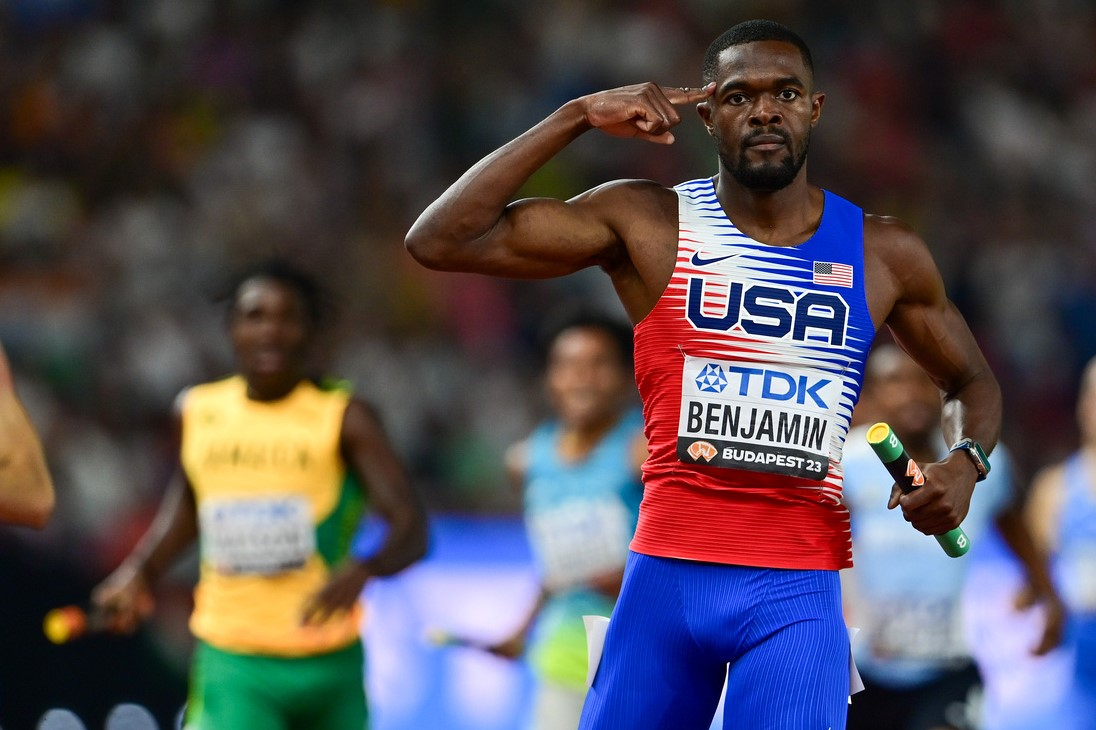
Rai Benjamin als klarer Sieger im Ziel für die US-Staffel, im Hintergrund: Antonio Watson für Jamaika (links), Rajesh Ramesh (Indien)

27. August 2023, 21:36 Uhr Ortszeit
| Platz | Staffel        | Besetzung | Zeit (min)                     |
| ----- | -------------- | --- | ------------------------------ |
| 1     | USA            | Quincy Hall (Finale) Vernon Norwood (Finale) Justin Robinson Rai Benjamin (Finale) im Vorlauf außerdem: Trevor Bassitt Matthew Boling Christopher Bailey | 2:57,31 WL                     |
| 2     | Frankreich     | Ludvy Vaillant Gilles Biron (Finale) David Sombé Téo Andant im Vorlauf außerdem: Loïc Prévot                                                             | 2:58,45 NR                     |
| 3     | Großbritannien | Alex Haydock-Wilson Charlie Dobson Lewis Davey Rio Mitcham                                                                                               | 2:58,71000                     |
| 4     | Jamaika        | Rusheen McDonald Roshawn Clarke (Finale) Zandrion Barnes Antonio Watson (Finale) im Vorlauf außerdem: Jevaughn Powell D’Andre Anderson                   | 2:59,34000                     |
| 5     | Indien         | Muhammed Anas Amoj Jacob Muhammed Ajmal Variyathodi Rajesh Ramesh                                                                                        | 2:59,92000                     |
| 6     | Niederlande    | Isayah Boers (Finale) Terrence Agard Ramsey Angela Isaya Klein Ikkink im Vorlauf außerdem: Liemarvin Bonevacia                                           | 3:00,40000                     |
| 7     | Italien        | Edoardo Scotti Riccardo Meli (Finale) Lorenzo Benati Davide Re im Vorlauf außerdem: Alessandro Sibilio                                                   | 3:01,23000                     |
| DSQ   | Botswana       | Zibane Ngozi Baboloki Thebe Laone Ditshetelo Leungo Scotch                                                                                               | IWR 170, TR24.8 Stab- übergabe |

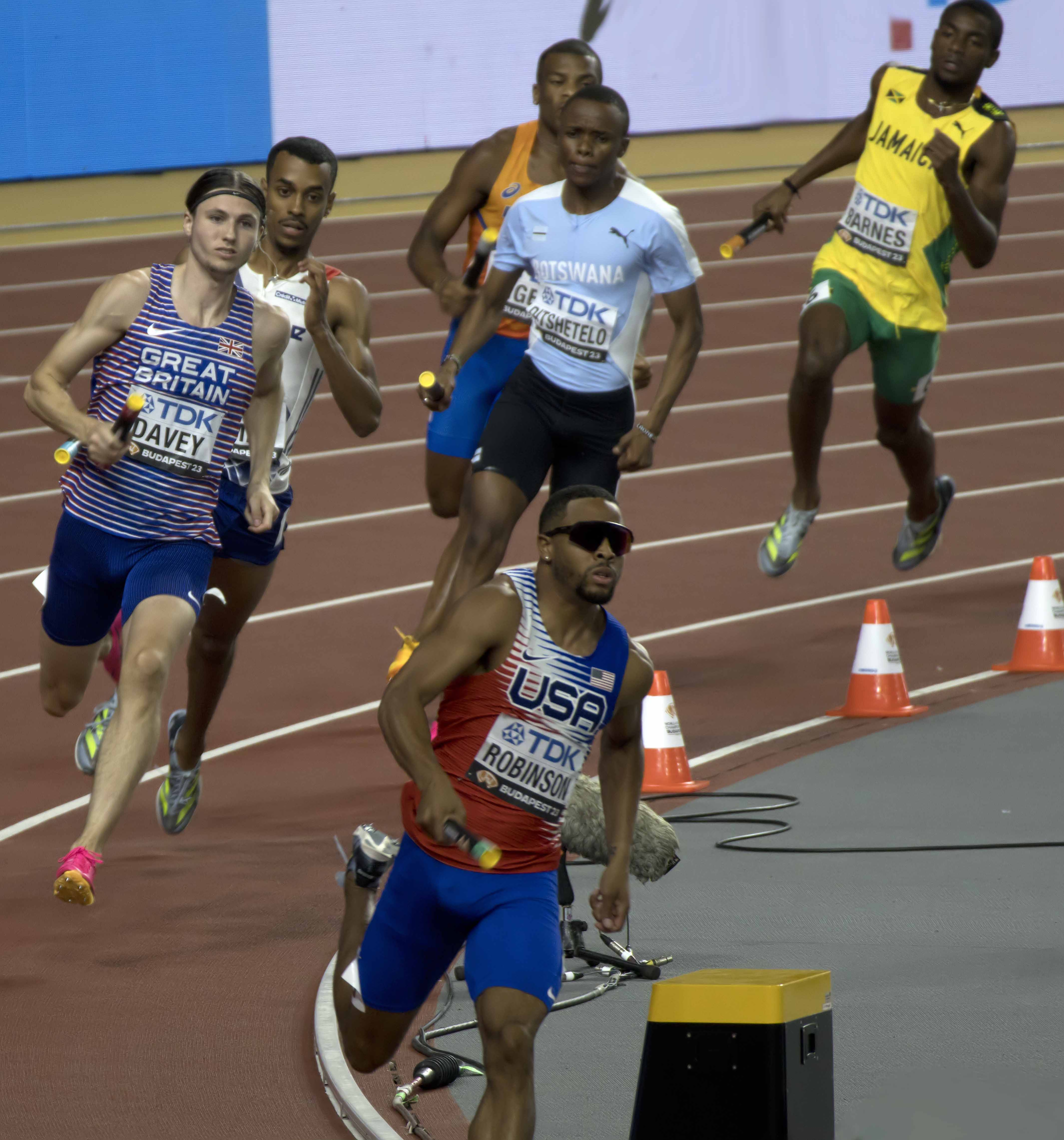
Zielkurve in der dritten Runde: der US-Amerikaner Justin Robinson vor dem Briten Lewis Davey, dem Franzosen David Sombé, Laone Ditshetelo für Botswana, Ramsey Angela (Niederlande) und Zandrion Barnes (Jamaika)
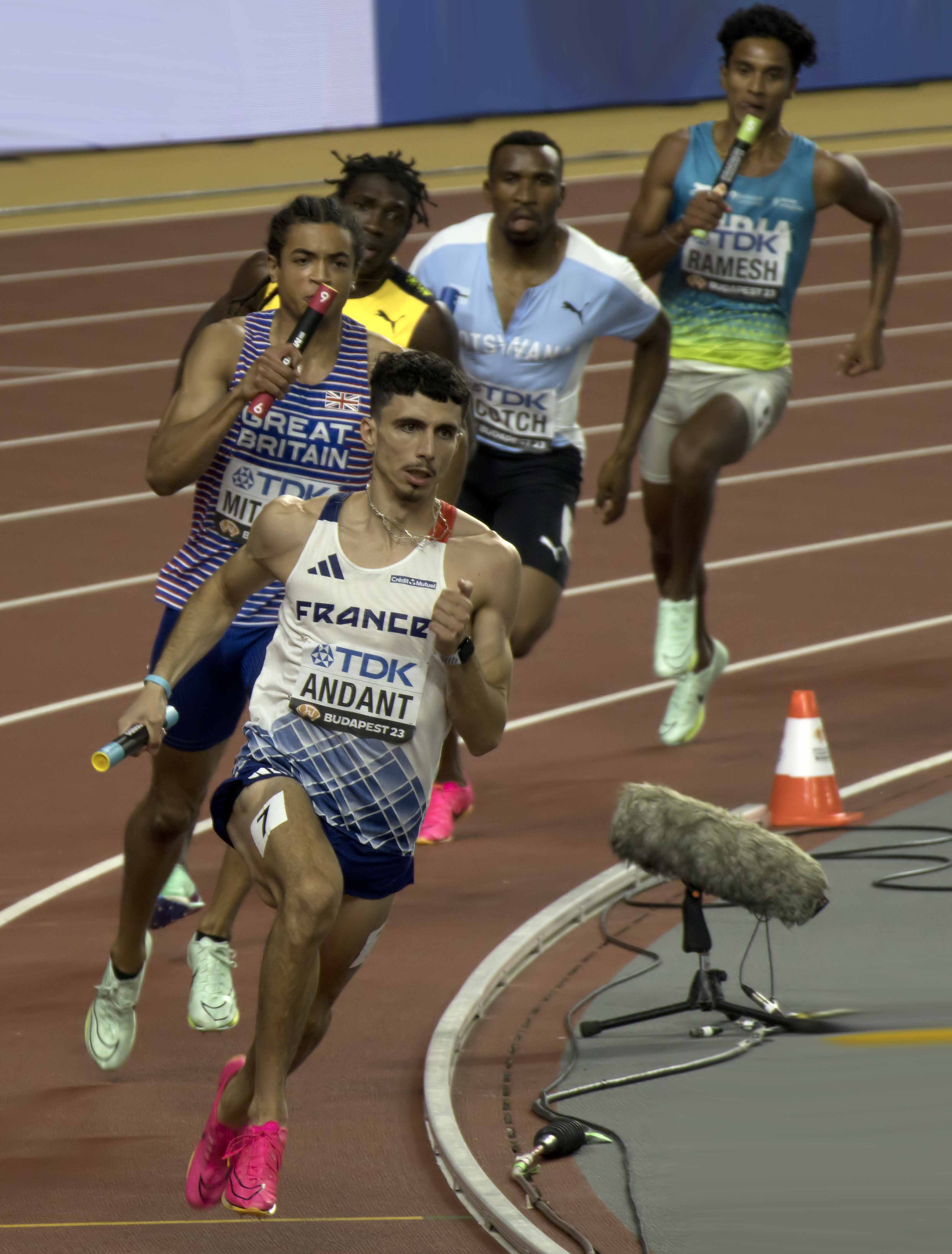
Die Schlussläufer in der Zielkurve: Téo Andant für Frankreich hinter dem US-Amerikaner Rai Benjamin (hier nicht im Blick), der Brite Rio Mitcham auf Rang drei, dahinter Antonio Watson (Jamaika), Leungo Scotch (Botswana), Rajesh Ramesh (Indien)

## Videolink
- 4x400m Men's Relay final. Budapest 2023, youtube.com, abgerufen am 9. September 2023